# گولزنک‌ماهی‌ها
گولزنک‌ماهی‌ها(نام علمی: Antennarius) نام یک سرده از تیره قورباغه‌ماهی هست.